# 松井みどり
松井 みどり（まつい みどり、1967年6月25日 - ）は、新潟県新潟市出身のナレーター、フリーアナウンサー。シグマ・セブン所属。
フジテレビにアナウンサー、スポーツ記者として在職後、フリーに転身した。

## 来歴・人物
新潟県立新潟高等学校、横浜市立大学卒業。大学卒業後の1990年、フジテレビ入社。「FNN朝駆け第一報!」のお天気コーナーでデビュー。その後「おめざめ天気予報」、「あなたの東京」を担当。フジテレビの基本提供アナウンス（「この番組はご覧のスポンサーの提供でお送りします。」）を担当しており、このアナウンスは2008年12月（松井の退社から約2年後。2008年12月以降は田代優美に変更）まで多くの番組(「笑っていいとも!」、「ちびまる子ちゃん」など)で使用されていた。
女性唯一のスポーツ専門アナウンサーとしてナイター中継、ゴルフ中継でリポートを務める。同社の女性アナウンサーとしては初めてプロ野球中継の実況を担当した
。2002年7月にスポーツ局に異動し、スポーツ記者を務めていた。2005年7月にはフジテレビ739で放送中の「プロ野球ニュース」内でナレーションを担当した。
2006年12月末、「アナウンサーとして、声を生業にしていく」との想いで17年間勤めた同社を退社。2007年4月よりシグマ・セブン所属のフリーアナウンサーとなった。
2011年6月に一般男性と結婚したことを明らかにした。

## エピソード
- 新人時代、TBS系「クイズダービー」（キー局新人アナウンサー大会）に同期の吉田伸男と組んで出場したことがある（その他の出場者は日本テレビの後藤俊哉・豊田順子組、TBSの田中宏明・有村美香組）。
- フジテレビアナウンス部では、長坂哲夫（2009年異動、2022年退社）、吉田伸男（2015年退社）、大坪千夏（2005年春退社）と同期入社である。また、日本テレビの河村亮（2022年5月、在職中に急死[3]）、フリーアナウンサーでタレントの伊藤聡子とは中学・高校で同期である。
- 「プロ野球ニュース」等で共演していたパンチョ伊東から「ボクの娘」と可愛がられており、追悼番組のナレーションを務めた。
- 2011年9月には週刊アサヒ芸能（徳間書店）のインタビューに応じ、フジテレビ時代の思い出を語った。この中で松井は「コンタクトレンズを忘れ、眼鏡でテレビに出た」「今まで白ワインしか飲まなかったのに赤ワインを飲むようになった」とアナ時代を回想した[1]。

## 出演番組

### フジテレビ時代
報道・情報番組
| 期間      | 期間      | 番組名            | 役職               | 担当日     |
| --------- | --------- | ----------------- | ------------------ | ---------- |
| 1990.10.1 | 1991.4.5  | FNN朝駆け第一報!  | お天気キャスター   | 平日       |
| 1990.10.1 | 1990.11.2 | ニュース&ウェザー | キャスター         | 平日       |
| 1991.4.6  | 1992.3.29 | FNNスーパータイム | スポーツキャスター | 休日       |
| 1991.4.11 | 1992.3.27 | おめざめ天気予報  | キャスター         | 木・金曜日 |

バラエティ・スポーツ・特別番組
- あなたの東京
- FNSの日・FNSスーパースペシャル1億人のテレビ夢列島'90（第4回の提供読み）
- プロ野球ニュース
- すぽると!
- 森田一義アワー 笑っていいとも!（テレフォンショッキングアナウンサー)
- 英会話体操ZUIIKIN’ENGLISH（ナレーション）

### フリー
- 電脳ヒルズ（2007年、テレビ朝日）
- TwellV プロ野球中継（TwellV）千葉ロッテマリーンズ戦リポーター
- プロ野球ニュース2012 （フジテレビONE）試合結果報告アナウンサー
- さらば、愛しきプロ野球…。（フジテレビONE）ナレーション
- チャージ730!（テレビ東京）ナレーション

## 朗読劇
- アヒルと鴨のコインロッカー（2014年1月、ラゾーナ川崎プラザソル） - ペット殺し / 語り 役
- 歌と朗読「艶姿純情BOY」（2021年7月3日 - 4日、中目黒TRY） - 雪乃屋征十郎（女形）役[4]

## 新潟県出身のフジテレビアナウンサー
- 本間正彦
- 渡邊渚